# Let the Children Hear the Music
Let The Children Hear The Music seria o décimo álbum de estúdio do cantor, compositor e instrumentista Taiguara, gravado em Londres, durante o primeiro período de exílio do artista, enquanto estudava na Guildhall School of Music and Drama. 
O álbum marcaria uma parceria de maior fôlego entre Taiguara e Michel Legrand, produtor musical francês. Taiguara já havia gravado uma música de Legrand em seu álbum de 1969, Hoje. Das 12 músicas gravadas em Londres, 11 foram censuradas, impossibilitando o lançamento do álbum. A gravação foi o primeiro álbum de um brasileiro censurado pela Ditadura Militar Brasileira no exterior. Hoje, as fitas originais de Let The Children Hear The Music seguem perdidas após mais de quarenta anos de sua gravação.